# Fontanne (Fluss)
Die Grosse Fontanne (auch Grosse Fontannen) ist ein fast 15 Kilometer langer linker Nebenfluss der Kleinen Emme im Schweizer Kanton Luzern, der durch das Entlebuch verläuft. Er entwässert einen Teil des Napfberglandes und durchfliesst dabei das Tal Gross Fontanne. Nahe Doppleschwand vereinigt sie sich mit der Kleinen Fontanne und wird für die letzten rund 850 Meter nur noch Fontanne genannt.

## Name
Die erste Namenerwähnung lässt sich auf das Jahr 1411 (Funtannen) datieren. Der Name leitet sich vom lateinischen Wort fontana für Quelle, Brunnen ab.

## Geographie

### Verlauf
Die Grosse Fontanne entspringt in dicht bewaldetem Gebiet auf 1130 m ü. M. an der Schafegg beim Champechnubel (1261 m ü. M.) südlich des Napfs an der Grenze zum Kanton Bern.
Anfangs fliesst sie nach Südosten und erreicht bei Under Freimoos den Talboden. Sie verlässt den Wald und durchfliesst nun ein enges Tal mit Bergweiden, welches von stark bewaldeten Hügeln flankiert wird. Beim Hof Fontanne, bei der Einmündung des Chollochgrabe, wendet sie sich nach Nordosten.
Kurz später, bei Pfaffemättili, bildet sie eine enge und bewaldete Schlucht, welche sich teilweise ab der Alp Brand wieder öffnet und bei Stampf ein wenig ausbreitet. Sie nimmt hier den Seeblibach auf und fliesst wenig später kurz nach Norden. Dabei tangiert sie das Dorf Romoos im Osten, welches auf einem Hügel oberhalb der Grossen Fontanne liegt. Etwa ab der Mündung des Altmülibachs wendet sie sich wieder gegen Nordosten. Die Grosse Fontanne passiert nun zwei markant über den Fluss ragende Flühe, namentlich die Badhusflue und die Bergstoosflue. Bei Stägplatz, wenig nördlich von Doppleschwand, vereinigt sie sich schliesslich mit der Kleinen Fontanne und heisst nun nur noch Fontanne.
Fontanne
Kurz darauf mündet die Fontanne aus dem Südwesten kommend auf 595 m ü. M.  bei Burgmatt von links in die aus dem Süden heranziehende Kleine Emme.
Der etwa 14,87 km lange Lauf der Fontanne  endet ungefähr 535 Höhenmeter unterhalb ihrer Quelle, sie hat somit ein mittleres Sohlgefälle von circa 36 ‰.

### Einzugsgebiet
Das 62,59 km² grosse Einzugsgebiet der Fontanne liegt in den Emmentaler Alpen und wird durch ihn über die Kleine Emme, die Reuss, die Aare und den Rhein zur Nordsee entwässert.
Es besteht zu 57,2 % aus bestockter Fläche, zu 38,9 % aus Landwirtschaftsfläche, zu 2,6 % aus Siedlungsfläche und zu 1,2 % aus unproduktiven Flächen.
Die Flächenverteilung
Die mittlere Höhe des Einzugsgebietes beträgt 932,6 m ü. M. Der höchste Punkt ist der Hängst mit einer Höhe von 1372 m ü. M. im Südwesten des Einzugsgebietes.

### Zuflüsse
- Ahornegraben (Oberlauf), 0,9 km
- Gränzgraben (Pfaffenlochgrabe) (links), 0,8 km
- Dügbödiligraben (rechts), 1,2 km
- Widlisgraben (rechts), 0,7 km
- Chollochgraben (rechts), 1,0 km, 0,7 km²
- Pörterengraben (rechts), 0,3 km
- Hinter Ärbsegggraben (links), 1,1 km, 0,53 km²
- Eggweidligraben (rechts), 1,2 km
- Gitzischwändiligraben (rechts), 0,7 km
- Chärnisgraben (links), 0,8 km
- Seeblibach (links), 5,1 km, 12,35 km², 0,32 m³/s
- Chatzegraben (links), 0,9 km
- Chatzegraben  (rechts), 0,7 km
- Längmoosgraben (links), 1,2 km, 0,77 km²
- Rächelochbach (Altmülibach) (links), 3,6 km, 6,37 km², 0,17 m³/s
- Kleine Fontanne (links), 11,2 km, 23,34 km², 0,54 m³/s

## Hydrologie
Bei der Mündung der Fontanne in die Kleine Emme beträgt ihre modellierte mittlere Abflussmenge (MQ) 1,58 m³/s. Ihr Abflussregimetyp ist nivo-pluvial préalpin und ihre Abflussvariabilität beträgt 20.

## Geologie und Gold

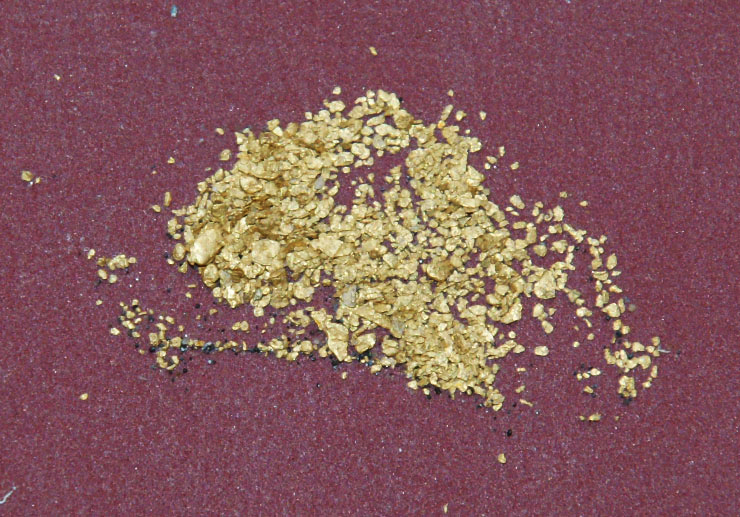
Aus der Fontanne gewaschenes Gold

Wie alle Bäche des Napf zieht die Grosse Fontanne ein tiefes Kerbtal durch die Nagelfluh und wäscht das darin enthaltene Gold aus. Daher ist das Napfgebiet seit mindestens der Eisenzeit für das Waschen von Gold begangen worden. Einzelne Funde von bronzezeitlichen Fibeln lassen die Vermutung zu, dass bereits in dieser Zeit Gold in der Fontanne gewaschen wurde.
Das Gold der Fontanne ist sehr rein. Es besteht aus kleinen Flittern bis kaum mehr sichtbaren Stäubchen. Bis 1893 wurde das Goldwaschen in der Fontanne und der Kleinen Emme noch hauptberuflich betrieben. Danach rentierte der Aufwand nicht mehr und wurde nur noch als Hobby betrieben. In der Namenslandschaft des Napfgebietes bildet sich der Einfluss des Goldes und des Goldwaschens in zahlreichen Flurnamen ab. So zum Beispiel: Seeblibach, Goldbach und Goldsitenegg.